# Zach Sanford
Zachary Michael "Zach" Sanford, född 9 november 1994, är en amerikansk professionell ishockeyforward som spelar för Winnipeg Jets i NHL.
Han har tidigare spelat på NHL-nivå för Ottawa Senators, St. Louis Blues och Washington Capitals och på lägre nivåer för San Antonio Rampage, Chicago Wolves och Hershey Bears i AHL, Boston College Eagles (Boston College) i NCAA samt Waterloo Black Hawks i USHL.
Sanford blev Stanley Cup-mästare med St. Louis Blues säsongen 2018–19.

## Klubblagskarriär

### NHL

#### Washington Capitals
Sanford draftades i andra rundan i 2013 års draft av Washington Capitals som 61:a spelare totalt.

#### St. Louis Blues
Den 28 februari 2017 tradades han till St. Louis Blues tillsammans med Brad Malone, ett val i första rundan (som senare tradades till Philadelphia Flyers som valde Morgan Frost) och ett villkorligt val i andra rundan i NHL-draften 2017, i utbyte mot Kevin Shattenkirk och Pheonix Copley.
Han vann Stanley Cup med St. Louis Blues säsongen 2018–19.

## Statistik
| 2011–2012   | Pinkerton Academy     |             | 21 | 36 | 33 | 69 | —  | —  | — | — | —  | — |
| 2012–2013   | Islanders Hockey Club | EJHL        | 37 | 12 | 24 | 36 | 22 | 7  | 4 | 4 | 8  | 8 |
| 2013–2014   | Waterloo Black Hawks  | USHL        | 52 | 17 | 18 | 35 | 60 | 12 | 5 | 7 | 12 | 8 |
| 2014–2015   | Boston College Eagles | NCAA        | 38 | 7  | 17 | 24 | 30 | —  | — | — | —  | — |
| 2015–2016   | Boston College Eagles | NCAA        | 41 | 13 | 26 | 39 | 44 | —  | — | — | —  | — |
| 2016–2017   | Washington Capitals   | NHL         | 26 | 2  | 1  | 3  | 6  | —  | — | — | —  | — |
|             | Hershey Bears         | AHL         | 25 | 11 | 5  | 16 | 14 | —  | — | — | —  | — |
|             | St. Louis Blues       | NHL         | 13 | 2  | 3  | 5  | 4  | 4  | 0 | 0 | 0  | 0 |
|             | Chicago Wolves        | AHL         | 0  | 0  | 0  | 0  | 0  | 2  | 0 | 0 | 0  | 0 |
| 2017–2018   | San Antonio Rampage   | AHL         | 20 | 4  | 3  | 7  | 18 | —  | — | — | —  | — |
| 2018–2019   | St. Louis Blues       | NHL         | 60 | 8  | 12 | 20 | 21 | 8  | 1 | 3 | 4  | 0 |
|             | San Antonio Rampage   | AHL         | 7  | 4  | 2  | 6  | 2  | —  | — | — | —  | — |
| NHL totalt  | NHL totalt            | NHL totalt  | 99 | 12 | 16 | 28 | 31 | 12 | 1 | 3 | 4  | 0 |
| AHL totalt  | AHL totalt            | AHL totalt  | 52 | 19 | 10 | 29 | 34 | 2  | 0 | 0 | 0  | 0 |
| NCAA totalt | NCAA totalt           | NCAA totalt | 79 | 20 | 43 | 63 | 74 | —  | — | — | —  | — |